# Evil Woman
«Evil Woman», іноді вказується як «Evil Woman (Don't Play Your Games with Me)» — пісня американського рок-гурту Crow, була випущена на альбомі 1969 року «Crow Music». Сингл досяг 19 місця в поп-чарті США Billboard Hot 100 і 65 місця в Австралії.

## Чарти
| Chart (1969-70)               | Peak position |
| ----------------------------- | ------------- |
| Australia (Kent Music Report) | 65            |
| US Billboard Hot 100          | 17            |

## Версія Black Sabbath
Геві-метал-гурт Black Sabbath записав свою кавер-версію в 1969 році, вона була випущена як дебютний сингл гурту в Англії 9 січня 1970 року. Пісня також з'явилася в європейській версії дебютного альбому гурту - Black Sabbath, хоча була виключена з версій, випущених на інших ринках, і була замінена бі-сайдом «Wicked World» в американській версії альбому.
Пісня не була офіційно випущена в Північній Америці до 2002 року, допоки не була включена до альбому-збірки Symptom of the Universe: The Original Black Sabbath 1970–1978. Пізніше вона була включена до іншого збірного альбому «Black Sabbath: The Ultimate Collection», який вийшов у 2016 році.

## Інші версії
- Версія пісні зі зміненою статтю під назвою «Evil Man» була записана дуетом Ike & Tina Turner і випущена в альбомі «Come Together» у травні 1970 року[5].
- Jazz Sabbath випустили інструментальне джазове виконання цієї пісні у своєму однойменному дебютному альбомі 2020 року.

- Британський хеві-метал-гурт Saxon випустив свою версію пісні на кавер-альбомі Inspirations 2021 року.